# Sistema di visione sintetica

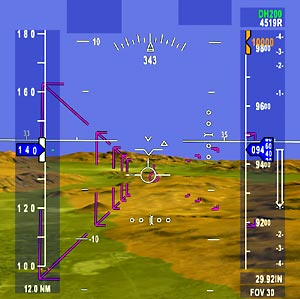
Una visione sintetica mostrata su uno schermo digitale multifunzione.

Un Sistema di visione sintetica (o SVS, acronimo dell'inglese Synthetic Vision System), è un sistema utilizzato a bordo di velivoli che usa schermate 3D per fornire ai piloti una intuitiva rappresentazione spaziale dell'ambiente in cui stanno volando.

## Storia

### Sviluppo
La NASA e la United States Air Force svilupparono tra la fine degli anni settanta e gli ottanta un programma di ricerca chiamato "Synthetic Vision" per lo studio di un cockpit avanzato per velivoli con equipaggio a bordo oppure pilotati da remoto. Nell'estate del 1997, con un finanziamento governativo di 550 milioni di dollari, il programma fu integrato nell'"Aviation Safety Program" condotto in collaborazione con la Federal Aviation Administration. Anche il programma di ricerca per un velivolo da trasporto ipersonico (HST) ha fornito ulteriore impulso alle ricerche della NASA grazie ai vantaggi che offre l'eliminazione dei finestrini.
L'uso ludico, comunque, precedette le applicazioni pratiche di questa tecnologia. Tra le prime aziende a cogliere le opportunità che l'aumentata potenza di calcolo dei primi elaboratori elettronici offrivano, ci fu la Evans and Sutherland di Salt Lake City che, negli anni settanta, riuscì a rappresentare in tempo reale mediante grafica vettoriale la visuale di pilota in un ambiente virtuale ricostruito a partire da un database digitale di orografia ad alta risoluzione.
Nel 1975 uno studente di ingegneria, Bruce Artwick, iniziò a scrivere il programma "Flight Simulator" per l'Apple II che, dai primi anni ottanta, sarà commercializzato dalla Microsoft.
Successivamente fu prodotto un sistema di simulazione di volo di elicottero corredato di joystick ed impianto ricetrasmittente, l'"RC Aerochopper" della Ambrosia Microcomputer, come addestramento propedeutico all'uso di un modellino di elicottero radiocomandato..

### Tecnica
La visione sintetica aiuta il pilota a migliorare la consapevolezza della sua posizione rispetto all'ambiente circostante (in inglese situational awareness) integrando dati provenienti da database diversi (ostacoli, mappe di navigazione, orografia) in un'unica prospettiva tridimensionale. L'impianto è tipicamente composto di una memoria sulla quale sono registrati i diversi database, un elaboratore per la generazione delle immagini e uno schermo. I sistemi di navigazione di bordo forniscono (mediante GPS, sistemi di navigazione inerziali o altri strumenti di navigazione quali VOR e NDB) la posizione corrente del velivolo al sistema di visione sintetica che genera il relativo ambiente virtuale basato sui database.

### Impiego operativo

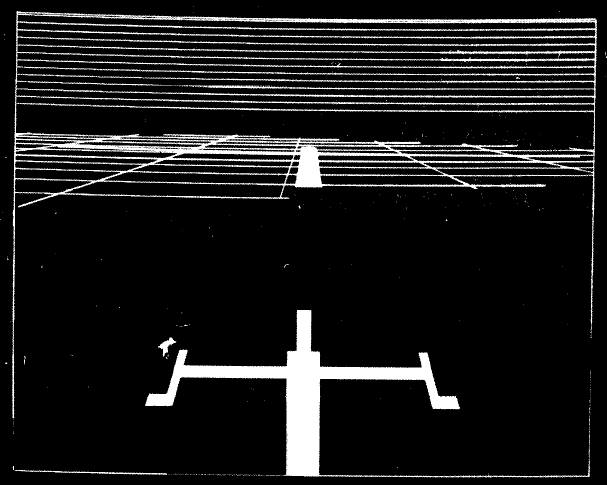
Schermata della visione sintetica di un velivolo senza pilota a bordo HiMAT. In primo piano la figura stilizzata delle sonde del velivolo e sullo sfondo la rappresentazione 3D del terreno con la pista di volo.

Nel 1984 la NASA fu tra i primi ad esplorare il campo della visione sintetica. Con il suo dimostratore Highly Maneuverable Aircraft Technology (HiMAT) applicò questa tecnologia ad un velivolo senza pilota a bordo (UAV), che poteva essere pilotato da una postazione remota ricevendo mediante telemetria le immagini da una telecamera convenzionale montata sulla parte anteriore del velivolo o una rappresentazione schematica 3D su uno schermo per la visione sintetica.
Esperimenti simili continuarono in campo militare ed in ambito accademico in tutto il mondo.  Tra il 1995 ed il 1996 la North Carolina State University portò in volo un F-18 in scala utilizzando il software della Microsoft, Flight Simulator, per ricreare la rappresentazione tridimensionale dell'ambiente circostante.
Molti nuovi sistemi di glass cockpit come il Garmin G1000 ed il Rockwell Collins Pro Line Fusion sono in grado di fornire una visione sintetica dell'ambiente circostante.

## Enhanced Vision
L'Enhanced Vision è una tecnologia correlata che incorpora informazioni provenienti da sensori montati sul velivolo (ad esempio telecamere ad infrarosso, radar ad onde millimetriche) per migliorare la visione in condizioni di scarsa visibilità.